# Partido Democrático de Turkmenistán
El Partido Democrático de Turkmenistán (en turcomano: Türkmenistanyň Demokratik partiýasy) es el partido político dominante de Turkmenistán, que ejerció el gobierno del país en calidad de partido único hasta 2012. Fue fundado en 1991 tras la decisión del presidente Saparmyrat Nyýazow de disolver al antiguo Partido Comunista, que también presidía, y crear el PDT. Nyýazow ha sido el líder del partido hasta su muerte, en el 2006.
Fue conducido por Gurbanguly Berdimuhamedow, presidente del país desde 2006 y exministro de Nyýazow hasta 2013, cuando Kasymguly Babaev asumió el liderazgo. Se estima que cuenta con 165.000 afiliados.
En las elecciones parlamentarias celebradas el 15 de diciembre de 2013, las primeras tras la introducción del multipartidismo, consiguió 47 escaños de los 125 que conforman el Mejlis, órgano legislativo del país.

## Historia
El PDT fue creado inmediatamente después de la disolución de la Unión Soviética como partido sucesor del Partido Comunista de la RSS de Turkmenistán. La estructura interna del viejo Partido se vio poco afectada por los cambios en la transición, así como su conocida como "vieja guardia". El PDT ha enfrentado desafíos limitados y esporádicos por parte de partidos políticos alternativos en el pasado pero nunca ha enfrentado desafíos significativos durante los procesos electorales debido a la naturaleza frecuentemente represiva de la política en Turkmenistán. Los partidos opositores suelen ser aplastados antes de que consigan asentarse o consolidarse en la opinión pública. Este ha sido el caso incluso después de la legalización formal de los partidos opositores en 2010.

## Presidentes
- Saparmyrat Nyýazow: 16 de diciembre de 1991-21 de diciembre de 2006
- Gurbanguly Berdimuhamedow: 21 de diciembre de 2006-18 de agosto de 2013
- Kasymguly Babaev: 18 de agosto de 2013-3 de abril de 2018
- Ata Serdarov: Desde el 3 de abril de 2018

## Políticas
Debido a la falta de partidos opositores pugnando por el gobierno, el PDT controla directamente la mayoría, si no todas las industrias de relevancia significativa. La planificación central es un elemento clave de la política del Partido y sirve como la base de la funcionalidad para los servicios gubernamentales. La ideología del nacionalismo turcomano fue teorizada por el antiguo líder y presidente Nyýazow, buscando darle un corpus ideológico y una ideología de Estado a su régimen autoritario en Turkmenistán.

## Resultados electorales
Turkmenistán elige a nivel nacional a su jefe de Estado - el presidente - y la legislatura. Las elecciones en Turkmenistán han sido ampliamente criticadas y acusadas de ser "completamente fraudulentas" y tratar de otorgar una apariencia de legitimidad a lo que es en realidad una dictadura.

### Elecciones presidenciales
|  | 99,51 % |

|  | 89,23 % |

|  | 97,14 % |

|  | 97,69 % |

|  | 72,97 % |

### Asamblea de Turkmenistán
La Asamblea es un cuerpo legislativo de 50 miembros oficialmente dirigido por el presidente de Turkmenistán. El PDT, como en el resto de facetas de la vida política de Turkmenistán, ostenta una mayoría de los asientos, con acusaciones de que el "sistema multipartidista" establecido en la década de 2010 solamente consiste en partidos leales al PDT. Las últimas elecciones legislativas se celebraron en 2013, donde el PDT obtuvo 47 de los 125 asientos disponibles con un porcentaje de votos del 91'33%.
|  | 100 % |

|  | 100 % |

|  | 100 % |

|  | 100 % |

|  | 44 % |